# هيئة تطوير منطقة مكة المكرمة
هيئة تطوير منطقة مكة المكرمة هي هيئة سعودية أنشأت عام 2000، ويقع مقرها الرئيس بمكة المكرمة. كان يطلق عليها سابقًا (الهيئة العليا لتطوير مكة المكرمة)، وفي عام 2009 سميت باسمها الحالي. يأتي هدف إنشائها من أهمية التطوير والتنمية المستمرين  للبنية التحتية لمنطقة مكة بصفة عامة، وللمسجد الحرام بصفة خاصة، وهي معنية بإعداد المخطط الهيكلي للمنطقة المركزية وتحديث المخطط الهيكلي لمكة وتنفيذ المشاريع المعدة للمنطقة.

## مهام هيئة تطوير منطقة مكة المكرمة
تختص الهيئة بمجموعة من المهام الرئيسية وهي:
- تحديث المخططات الهيكلية لمكة والمشاعر المقدسة، إضافة إلى المنطقة المركزية المحيطة بالمسجد الحرام.
- وضع قواعد التصرف في عقارات المناطق الخاضعة للتطوير.
- نزع الملكيات إذا اقتضت العمليات التطويرية ذلك، بحسب نظام نزع الملكيات، ووقفها على الحرم المكي والمشاعر المقدسة، ثم طرحها للاستثمار.
- •إيجاد الأسس الملائمة لتنظيم عملية النزع العقاري لصالح المشاريع في المناطق الخاضعة للتطوير ضمن نطاق المنطقة المركزية، وفي ترتيب آلية تعويض ملاك هذه العقارات.
- تعويض الملاك من ميزانية الدولة، إذا توفرت اعتمادات الميزانية الكافية، أو تتولى الهيئة التعويض من خلال المبالغ المتحصلة من استثمار المواقع الخاضعة للوقف والمشاركين في التطوير.
- التواصل مع المستثمرين الراغبين في الاستثمار في عملية تطوير مكة المكرمة.[1]

## وصلات خارجية
الموقع الرسمي للهيئة